# 歪小子史考特
是一部於2010年上映的喜劇電影，由艾德格·萊特執導，改編自布賴恩·李·奧馬利的視覺文學《歪小子史考特》。

## 演員
- 麥可·塞拉 飾 史考特
- 瑪麗·伊莉莎白·文斯蒂德 飾 蘿夢娜·福勞爾
- 基蘭·克金 飾 華倫斯·威爾斯
- 艾倫·王（英语：Ellen Wong） 飾 周小刀
- 艾莉森·皮爾 飾 金·派恩
- 馬克·韋伯（英语：Mark Webber (actor)） 飾 史蒂芬·斯蒂爾斯
- 強尼·西蒙斯 飾 小尼尔
- 安娜·坎卓克 飾 史黛西
- 布麗·拉森 飾 娜塔莉·亞當斯（恩薇）
- 奧布瑞·克莉絲丁·普拉扎 飾 朱莉·鮑爾斯

### 邪惡前男友聯盟
1. 薩提亞·巴巴（英语：Satya Bhabha） 飾 馬修·帕特爾
2. 克里斯·伊凡 飾 盧卡斯·李
3. 布蘭登·勞斯 飾 托德·英格拉姆
4. 梅·惠特曼 飾 羅克珊·里希特
5. 齊藤祥太 飾 凱爾·卡塔亞那加
6. 齊藤慶太 飾 肯·卡塔亞那加
7. 詹森·舒瓦兹曼 飾 吉迪恩·戈登·格雷夫斯

## 製作

### 拍攝
主體拍攝於2009年3月在多倫多拍攝，並於8月完成拍攝。

## 發行
電影於2010年8月13日於美國上映。
台灣則於2019年8月8號在DVD發行。